# Punica fides
La locution latine Punica fides signifie de façon littérale « foi punique », avec une connotation de « mauvaise foi ». En l'opposant à la fides populi romani (la bonne foi du peuple romain), les Romains dénigraient le caractère perfide de leur adversaire carthaginois, dans la lignée d'une longue dépréciation des Phéniciens déjà présente dans l'œuvre d'Homère.
L'expression revient chez les auteurs romains :
- Florus, dans son histoire de la première guerre punique, pour l'embuscade tendue au consul Scipio[1]
- Valère Maxime, dans ses exemples étrangers de perfidie[2]